# Rose Clairville
Pour les articles homonymes, voir Clairville.
Rose-Françoise Corbin, épouse Clairville, est une actrice française née à Angers le 12 juillet 1755 et morte à Liège le 19 novembre 1828.

## Biographie
Fille de comédiens, Rose-Françoise Corbin épouse l'acteur Clairville à Toulon en 1770, mais le mariage est déclaré non valable et n'est validé qu'en 1779 à Maastricht. Elle poursuit une carrière de chanteuse à Maastricht (1779-1783), au Théâtre de la Monnaie de Bruxelles (1783-1785) et à Amsterdam (1785-1799).